# Intelsat

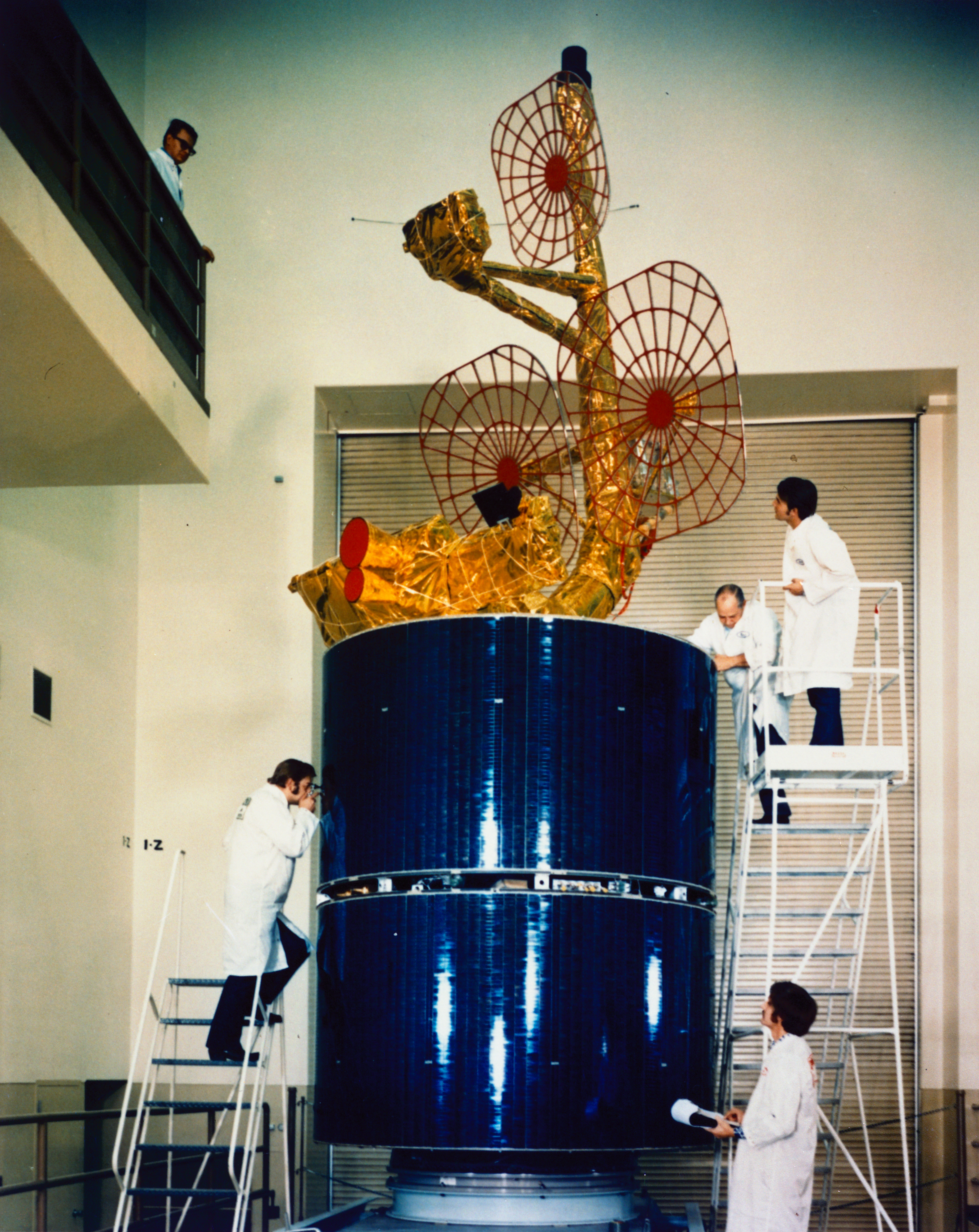
Ein Intelsat-IVA-Satellit

Intelsat ist ein 1964 gegründetes Raumfahrt- und Telekommunikationsunternehmen mit Sitz in Luxemburg. Es bietet Übertragungskapazität für nationale und internationale Kommunikation, wie Sprach-, Datenübertragung, Internetanbindung und Fernsehübertragung mittels geostationärer Kommunikationssatelliten gegen Entgelt an. Seit dem Start des bahnbrechenden Intelsat I wurden diese Satelliten ständig weiterentwickelt und in der Übertragungskapazität gesteigert. Intelsat-Satelliten nutzen die C-Band- und Ku-Band-Frequenzen.
Die Aktien des Unternehmens werden an der New York Stock Exchange gehandelt.
Im Juli 2025 wurde die Fusion von SES-Astra Intelsat für 3,1 Milliarden US-Dollar (2,8 Milliarden €) abgeschlossen.

## Geschichte

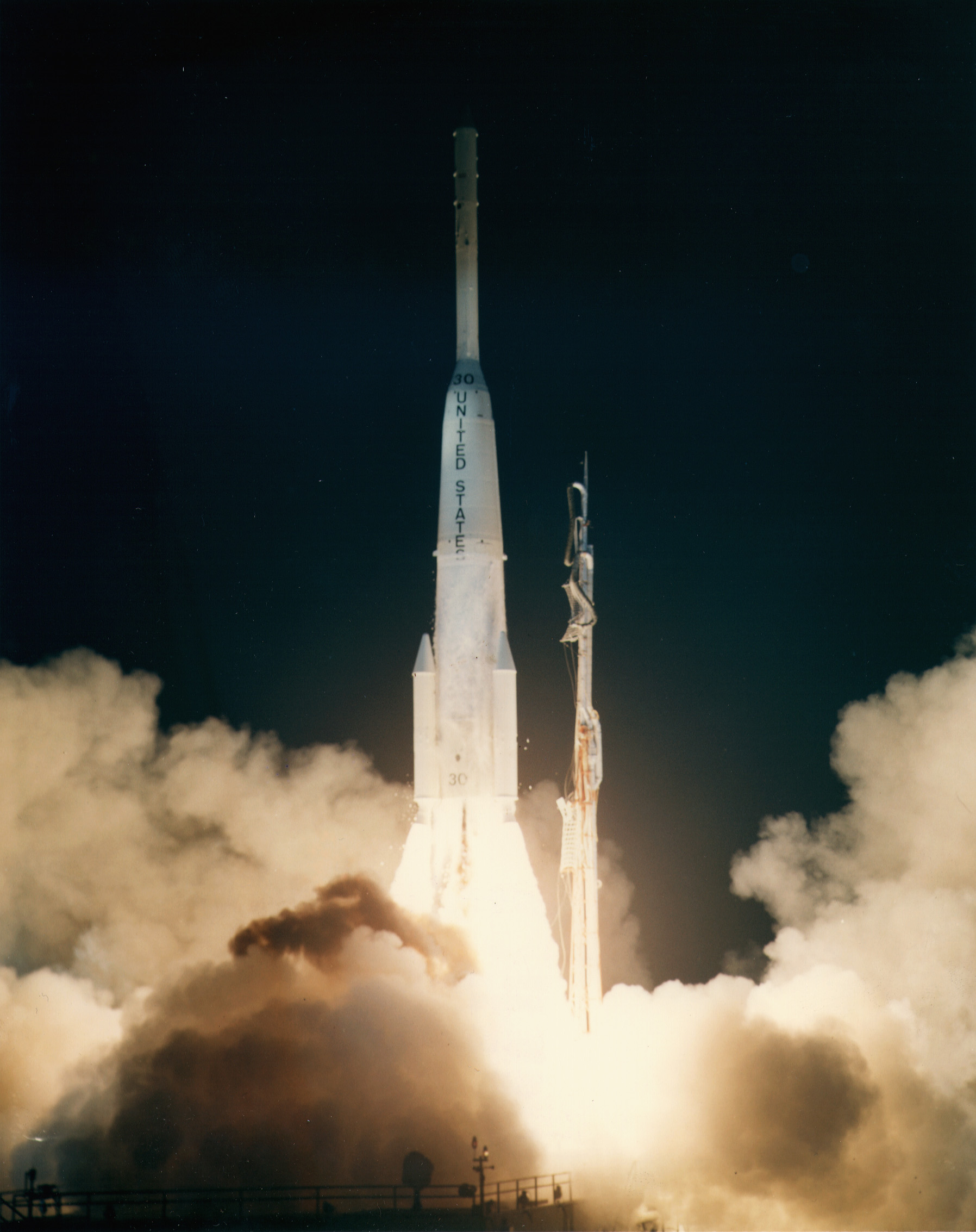
Start von Early Bird am 6. April 1965

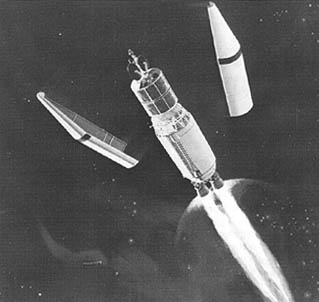
Ein Intelsat-IV-Satellit auf einer Centaur-Oberstufe, Abwurf der Nutzlastverkleidung (künstlerische Darstellung)

Intelsat I war der erste kommerzielle Nachrichtensatellit auf einer geostationären Umlaufbahn. Er wurde am 6. April 1965 auf der Spitze einer Delta-D-Rakete in den Weltraum gebracht.
Der Satellit wurde von der New York Times mangels eines griffigen Namens Early Bird (Frühaufsteher) getauft. Er wurde von der US-Nachrichtengesellschaft Comsat erworben und Jahre später an die weltweit tätige Nachrichtensatellitenorganisation Intelsat weiter veräußert. Early Bird übertrug von seiner Position 35.800 km über dem Äquator am 28° westlichen Längengrad am 2. Mai 1965 die Fernsehunterhaltungssendung „Premiere im Weltraum“ auf beide Seiten des Atlantiks.
Early Bird konnte 240 Telefongespräche oder eine Fernsehsendung übertragen. Ohne Antrieb wog er nur 38 Kilogramm. Die Sendeleistung betrug 40 Watt und die Lebensdauer 1,5 Jahre. Er hatte einen Durchmesser von 72 Zentimetern und war 59 Zentimeter lang.
Die Betreiberorganisation wurde am 20. August 1964 von elf teilnehmenden Ländern als International Telecommunications Satellite Consortium gegründet. 1973 mit 80 teilnehmenden Staaten wurde der Name auf International Telecommunications Satellite Organization (ITSO) geändert. Am 18. Juli 2001 wurde Intelsat nach 37 Jahren als zwischenstaatliche Organisation privatisiert, seitdem wird die Bezeichnung Intelsat verwendet. Im August 2004 wurde das Unternehmen für 3,1 Milliarden US-Dollar an vier US-amerikanische und britische Private-Equity-Firmen verkauft: Madison Dearborn Partners, Apax Partners, Permira und Apollo Global Management. Eine Fusion mit PanAmSat wurde eingeleitet.
2004 kaufte Intelsat eine Reihe von Satelliten für den amerikanischen Markt (Telstar 5, 6, 7, 8 und 13) von dem kanadischen Unternehmen Loral Skynet. Diese wurden unter dem Namen Intelsat Americas in die Flotte eingereiht.
Im Juni 2007 kaufte der Finanzinvestor BC Partners für 5 Milliarden Dollar 76 Prozent an dem Unternehmen.
Intelsat hatte bis Dezember 2010 seinen Firmensitz auf Bermuda, danach wurde er nach Luxemburg verlegt. Die operative Hauptzentrale ist jedoch in McLean, Virginia (USA) stationiert.
Im Jahr 2015 kam es zu ungewöhnlichen Manövern eines russischen Satelliten. Ein russischer Satellit der Lutsch-Baureihe nahm zunächst für fünf Monate eine geostationäre Position zwischen zwei Intelsat-Satelliten ein, verließ dann aber diese Position und näherte sich einem anderen Intelsat-Satelliten bis auf 10 Kilometer. Im Anschluss näherte sich der Satellit dann Intelsat 905.
Im Mai 2020 erklärte sich Intelsat in den USA für zahlungsunfähig und beantragte Gläubigerschutz nach Chapter 11.

Logo von Intelsat 2001
Logo von 1978–1994

## Intelsat Satellitengenerationen
Seit dem Start von Intelsat-1 wurde die Leistung der einzelnen Generationen der Intelsat-Satelliten stets weiter gesteigert. Einen Überblick der Leistungsentwicklung bietet die folgende Liste:
| Intelsat     | Anzahl | Jahr | Masse       | Abmessungen mit Antennen | Transponder C-Band | Transponder Ku-Band | Primärleistung | Trägerraketen              |
| ------------ | ------ | ---- | ----------- | ------------------------ | ------------------ | ------------------- | -------------- | -------------------------- |
| Intelsat I   | 1      | 1965 | 68 kg       | 0,61 m × 0,59 m          | 1                  | 0                   | 46 W           | Delta-D                    |
| Intelsat II  | 4      | 1966 | 76 kg       | 1,42 m × 0,67 m          | 2                  | 0                   | 100 W          | Delta-E1                   |
| Intelsat III | 8      | 1968 | 151 kg      | 1,42 m × 1,8 m           | 2                  | 0                   | 150 W          | Delta-M                    |
| Intelsat IV  | 8      | 1971 | 1414 kg     | 2,7 m × 2,74 m           | 12                 | 0                   | 540 W          | Atlas Centaur              |
| Intelsat IVA | 8      | 1975 | 1515 kg     | 2,5 m × 2,74 m           | 20                 | 0                   | 540 W          | Atlas Centaur              |
| Intelsat V   | 9      | 1980 | 1860 kg     | 1,8 m × 2,0 m            | 21                 | 4                   | 1800 W         | Atlas Centaur, Ariane-1    |
| Intelsat VA  | 6      | 1985 | ca. 2000 kg | 2,1 m × 2,8 m            | 26                 | 6                   | 1800 W         | Atlas Centaur, Ariane-2    |
| Intelsat VI  | 5      | 1989 | 4330 kg     | 3,6 m × 11,8 m           | 38                 | 10                  | 2250 W         | Ariane-4, Titan-3          |
| Intelsat K   | 1      | 1993 | 2836 kg     | 2,2 m × 2,8 m            | 0                  | 16                  | 4850 W         | Atlas-2A                   |
| Intelsat 7   | 6      | 1993 | 3695 kg     |                          | 26                 | 10                  | 3,6 kW         | Ariane-4, Atlas-2AS        |
| Intelsat 7A  | 3      | 1995 | 4180 kg     |                          | 26                 | 14                  | 4,8 kW         | Ariane-4, Langer Marsch-3B |
| Intelsat 8   | 4      | 1997 | 3245 kg     |                          | 38                 | 6                   |                | Ariane-4                   |
| Intelsat 8A  | 2      | 1998 | 3524 kg     |                          | 28                 | 3                   |                | Atlas-2AS                  |
| Intelsat 9   | 7      | 2001 | 4725 kg     |                          | 44                 | 12                  | 8 kW           | Ariane-4, Proton           |
| Intelsat 10  | 2      | 2004 | 5575 kg     |                          | 45                 | 16                  | 8 kW           | Proton                     |

Laut Medienberichten von 2005 gibt Intelsat für den Start eines Satelliten und seinen Betrieb im ersten Jahr etwa 200 Millionen US-Dollar aus, hinzu kommen Versicherungskosten.